# 10059 McCullough
10059 McCullough este o planetă minoră (asteroid), cu un diametru de 4,373 km, din centura de asteroizi. A fost descoperită pe 21 martie 1988 la Naționalna astronomiceska observatoria - Rojen⁠(d) de Naționalna astronomiceska observatoria - Rojen⁠(d). 
Obiectul prezintă o orbită caracterizată de o semiaxă mare de 2,410934 UAi, o excentricitate de 0,13, o înclinație de 2,5341 ° în raport cu ecliptica.